# Live at the London Palladium
Live at the London Palladium is een live-dubbelalbum uit 1977 van de Amerikaanse soulzanger  Marvin Gaye. Het verscheen op Tamla, het sublabel van Motown.
De opnamen werden gemaakt op 3 oktober 1976 tijdens zijn eerste tournee door Europa in negen jaar. Gaye vertolkte werk van zijn albums Trouble Man, Let's Get It On en I Want You. De hits uit de periode 1964-71 werden verdeeld over drie medleys van negen a elf minuten waarbij achtergrondzangeres Florence Lyles de rol van duetpartner op zich nam.
Live at the London Palladium (Gaye's laatste officiële live-album tot aan de postume release van het Montreux 1980-concert in 2003) haalde de derde plaats in de Amerikaanse albumlijst en bleef maar liefst dertien weken in de top 10. Het toegevoegde disconummer Got to Give It Up werd in verkorte vorm een top 10-hit. In 1999 verscheen de cd-heruitgave.